# A szolnoki csata emlékműve
A szolnoki csata emlékműve Szolnokon, a Szabadság téren található, a Tisza-híd lábánál.
Az emlékmű a szolnoki csatának állít emléket, amikor a magyar honvédsereg Damjanich János honvédtábornok vezetésével győzelmet aratott az osztrák seregek felett. Ezzel indult a „dicsőséges tavaszi hadjárat”.
Az emlékművet az 1849. március 5-én vívott csata emlékére állították, 1886-ban. Alkotója Gerenday Antal szobrászművész.
Az emlékművet 1985-ben Simon Ferenc szobrászművész segítségével felújították. Ma egy másolat található a felső plasztika helyén, amelynek alkotója Benke Zoltán kőfaragó.
A sérült eredeti plasztika ma a Művésztelepen látható, a csonkatorony előtt.